# کارول آلبرت یانگدال
کارول آلبرت یانگدال (انگلیسی: Carl A. Youngdale; ۲۳ ژوئن ۱۹۱۲ – ۸ مارس ۱۹۹۳) فرد نظامی و همچنین برندهٔ جوایزی همچون نشان خدمات برجسته (نیروی دریایی ایالات متحده) شده‌است.